# Diachasmimorpha semibrunnea
Diachasmimorpha semibrunnea är en stekelart som först beskrevs av Vladimir Ivanovich Tobias 1998.  Diachasmimorpha semibrunnea ingår i släktet Diachasmimorpha och familjen bracksteklar. Inga underarter finns listade i Catalogue of Life.